# 하송
하송(1976년 ~ )은 대한민국의 기업인이다.

## 생애
그는 1996년에 서울대학교 산업디자인과에 입학했으며, 1998년 휴학 후 해병대 827기로 군복무를 하였다. 대학 졸업 후 서울대학교 대학원 경영학 석사를 취득했다. 이후 삼성경제연구소 경영전략실에서 7년간 일한 이후 2011년부터 원더홀딩스 및 위메프의 자회사로서 모바일게임을 제작하는 원더피플의 경영기획실장으로 재직하였으며, 2014년까지 대한민국 최초의 독립야구단인 고양 원더스의 단장을 겸직하였다. 2019년부터 2020년 11월말까지 키움 히어로즈의 대표이사 겸 위메프 부사장 및 여행사업실장으로 재직하고 있으나, 일신상의 이유로 2020년 11월 말 키움 히어로즈의 대표이사직에서 사퇴했다.